# Nagia dentiscripta
Nagia dentiscripta là một loài bướm đêm trong họ Noctuidae.